# Dangerous Money
Dangerous Money er en amerikansk stumfilm fra 1924 af Frank Tuttle.

## Medvirkende
- Bebe Daniels som Adele Clark
- Tom Moore som Tim Sullivan
- William Powell som Arnolfo da Pescia
- Dolores Cassinelli som Signoria Vitale
- Mary Foy som Clark
- Edward O'Connor som Sheamus Sullivan
- Peter Lang som Daniel Orcutt
- Charles Slattery som O'Hara
- Diana Kane